# 佐藤信安

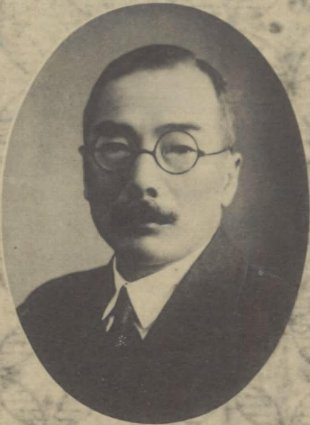
佐藤信安

佐藤 信安（さとう のぶやす、1874年（明治7年）4月5日 - 1964年（昭和39年）8月1日）は、内務官僚、広島市長。

## 経歴
島根県松江市出身。1899年（明治32年）、東京帝国大学法科大学を卒業。司法官試補となるが、1902年（明治35年）に辞職して弁護士を開業した。1909年（明治42年）より検事となり、各地方の裁判所に勤務した。1913年（大正2年）、熊本県警察部長に転じ、翌年には山口県警察部長に就任した。さらに福島県内務部長を務めた。
1922年（大正11年）、広島市長に選出された。
市長退任後は、岡山県書記官・内務部長、新潟県書記官・内務部長を歴任した。1929年（昭和4年）7月、新潟県書記官を休職。

## 著書
- 『彼得大帝』（博文館、1900年）
- 『日本監獄法』（博文館、1901年）